# Só pra Parodiar
Só Pra Parodiar é um reality game show de paródias exibido pelo canal de TV a cabo Multishow. O game show foi apresentado pelo Mr. Poladoful na 1ª temporada e a partir da 2ª temporada o programa ficou por conta de Gabie Fernandes e Thalita Meneghim do Depois das 11 e Lucas Rangel. Ao longo de 14 episódios, exibidos semanalmente, 32 youtubers,(Entre eles o Humorista e YouTuber Jair Kobe mais conhecido pelo personagem Guri de Uruguaiana) disputam pelo prêmio de Melhor Youtuber de Paródia do Brasil nesta competição multiplataforma, que envolveu o TV, redes sociais e forte participação da audiência em votações na plataforma de vídeos Winnin.

## Produção
Misturando reality show com game show, o Só Pra Parodiar estreou no Multishow no dia 8 de maio de 2017 como o primeiro programa 100% multiplataforma do canal por assinatura. Seu formato foi criado em uma parceria entre o canal, a plataforma de vídeos Winnin e a VIU, unidade de conteúdo digital da Globosat. A atração tem como proposta envolver o público com votações online e interação nas redes sociais.
Em cada episódio, a disputa contou com a participações de nomes da música, como os parodiados Anitta, Ludmilla, Nego do Borel e Pabllo Vittar, nomes da música e personalidades, como Lexa, Ferrugem e Nicole Bahls, e youtubers, como T3ddy, Dani Russo, Julio Cocielo e Felipe Castanhari.
O apresentador Mr. Poladoful participou da elaboração do roteiro e da concepção do programa, que começou sendo gravado no mesmo dia da exibição no Multishow. A partir do dia 30 de maio, Só Pra Parodiar passou a ser exibido no dia seguinte à gravação, mudando seu horário para terça, às 19 horas.
Além da forte presença nas redes sociais, o programa também promoveu transmissões ao vivo no canal Música Multishow, no YouTube. Comandadas pelo apresentador, as lives contavam com a presença dos convidados de cada episódio e faziam um aquecimento para o programa.

## Dinâmica da competição
Ao longo de 14 episódios, 32 youtubers disputaram a permanência na competição. As inscrições foram feitas no Winnin, plataforma onde os vídeos eram submetidos ao voto popular. A votação era encerrada aos domingos, já que a gravação do programa acontecia toda segunda-feira.
O game show foi dividido em três rounds, que começavam com tema livre e depois desafiavam os concorrentes a criarem paródias temáticas. Cada vencedor foi apadrinhado por um youtuber, que ganhava a missão de orientá-los na grande final.
No Round 1, o canal The Borest saiu vencedor com Me Apeguei, paródia de Cheguei, da Ludmilla, e foi apadrinhado por Dani Russo. No Round 2, o vencedor foi o canal Beleza Que Inspira, com a paródia de Esqueci como Namora, do Nego do Borel, e foi apadrinhado por T3ddy. No Round 3, o canal O Que Não Dizer foi escolhido pelo público com a paródia de K.O., da Pabllo Vittar, e foi apadrinhado por Julio Cocielo. Já o apresentador Polado resolveu apadrinhar o canal Batom Atrevido, que também garantiu seu lugar na final.
A grande final do Só Pra Parodiar contou com a presença de Ludmilla, Nego do Borel e Pabllo Vittar, artistas parodiados nos três rounds da competição, e de Anitta, que teve a canção Paradinha parodiada na última etapa do programa.
Willow e Watson Alves, do canal O Que Não Dizer, venceram a primeira temporada de Só Pra Parodiar e, além do prêmio de Melhor Youtuber de Paródia do Brasil, a dupla ainda apresentou o TVZ no dia 14 de agosto, onde viram sua paródia exibida na íntegra na TV. Também fez parte da prêmio ter uma paródia produzida pelo Multishow e participar da cobertura do Prêmio Multishow de Música Brasileira 2017.

## Sumário
Legenda de cores
     Classificada para continuar na competição
     Imunizada e finalista do Round
     Eliminada
     Vencedora do Round
     Escolhida para repescagem no próximo Round
     Finalistas do Só Pra Parodiar
     Grande vencedora

### 1ª Temporada (2017)
|            | ROUND 1 12 paródias concorrentes                                      | ROUND 1 12 paródias concorrentes                                  | ROUND 1 12 paródias concorrentes                                              | ROUND 1 12 paródias concorrentes                     |
|            | Episódio 1                                                            | Episódio 2                                                        | Episódio 3                                                                    | Episódio 4                                           |
|            | As 6 paródias menos votadas no Winnin são avaliadas. 3 são eliminadas | As 6 paródias mais votadas no Winnin são avaliadas. 1 é imunizada | As 9 classificadas fazem uma paródia de "Cheguei", da Ludmilla. 1 é eliminada | Das 4 paródias mais votadas, 1 é escolhida vencedora |
| Convidados | Dani Russo e Nicole Bahls                                             | Bruna Louise e MC Pocahontas                                      | Ludmilla e Ferrugem                                                           | Dani Russo                                           |
| ---------- | --------------------------------------------------------------------- | ----------------------------------------------------------------- | ----------------------------------------------------------------------------- | ---------------------------------------------------- |
|            | Oxe Que Viaje Tá Em Alta (Bumbum Granada)                             | Batom Atrevido O crush tá com outra (Essa Mina é Louca)           | The Borest Me Apeguei                                                         | The Borest Me Apeguei                                |
|            | Não Famoso Domingo De Manhã                                           | The Borest Antigamente (Malandramente)                            | Beleza Que Inspira Surtei                                                     | Beleza Que Inspira Surtei                            |
|            | Drags Parodiando A Voadora (Metralhadora)                             | Beleza Que Inspira Essa blogueira é louca (Essa Mina é Louca)     | Batom Atrevido Brilhei                                                        | Batom Atrevido Brilhei                               |
|            | Ponto Gil Você Partiu Meu Coração                                     | Alexandrismos Vem e se Ama (Deu Onda)                             | Alexandrismos Xeguei                                                          | Drags Parodiando Peidei                              |
|            | Pablo Toneti Metralhadora                                             | Pira Não Malandramente                                            | Pira Não Cansei                                                               | Pira Não Cansei                                      |
|            | Comédia Explosiva Wrecking Ball                                       | Um Bipolar (Você Partiu Meu Coração)                              | Um Bipolar Sou Gay                                                            | Um Bipolar Sou Gay                                   |
|            |                                                                       |                                                                   | Oxe Que Viaje Peguei                                                          | Um Bipolar Sou Gay                                   |
|            |                                                                       |                                                                   | Drags Parodiando Peidei                                                       | Alexandrismos Xeguei                                 |
|            |                                                                       |                                                                   | Não Famoso Deitei                                                             |                                                      |

|            | ROUND 2 10 paródias concorrentes                                      | ROUND 2 10 paródias concorrentes                                   | ROUND 2 10 paródias concorrentes                                                               | ROUND 2 10 paródias concorrentes                     |
|            | Episódio 5                                                            | Episódio 6                                                         | Episódio 7                                                                                     | Episódio 8                                           |
|            | As 5 paródias menos votadas no Winnin são avaliadas. 3 são eliminadas | As 5 paródias mais votadas no Winnin são avaliadas. 1 é imunizada  | As 9 classificadas fazem uma paródia de "Esqueci Como Namora", do Nego do Borel. 1 é eliminada | Das 4 paródias mais votadas, 1 é escolhida vencedora |
| Convidados | T3ddy e Marcelo Marrom                                                | Pabllo Vittar e Valesca                                            | Titi Müller e Nego do Borel                                                                    | T3ddy e Lexa                                         |
| ---------- | --------------------------------------------------------------------- | ------------------------------------------------------------------ | ---------------------------------------------------------------------------------------------- | ---------------------------------------------------- |
|            | Suricate Seboso Como faz com Ela                                      | The Rocha Meu Currículo (50 Reais)                                 | The Rocha                                                                                      | Beleza Que Inspira                                   |
|            | Rafinha Sanches TV Loca                                               | Escola do Humor Zica (Metralhadora)                                | Escola do Humor                                                                                | Batom Atrevido                                       |
|            | Mr Match Eu, Você, o Mar e Ela                                        | Isso Aí Vlog Não Vai Me Pegar Não" (Sim ou Não)                    | Suricate Seboso                                                                                | QMinutosQ                                            |
|            | Fala Meu Peixe Malandramente                                          | QMinutosQ Cinderelamente (Malandramente)                           | QMinutosQ                                                                                      | The Rocha                                            |
|            | Mama Benevides Malandramente                                          | Onda Dura Tá Com Cristo, Tá Favorável (Tá Tranquilo, Tá Favorável) | Onda Dura                                                                                      | Escola do Humor                                      |
|            |                                                                       |                                                                    | Rafinha Sanches TV                                                                             | Suricate Seboso                                      |
|            |                                                                       |                                                                    | Beleza Que Inspira                                                                             | Onda Dura                                            |
|            |                                                                       |                                                                    | Batom Atrevido                                                                                 | Rafinha Sanches TV                                   |
|            |                                                                       |                                                                    | Isso Aí Vlog                                                                                   |                                                      |

|            | ROUND 3 10 paródias concorrentes                                      | ROUND 3 10 paródias concorrentes                                  | ROUND 3 10 paródias concorrentes                                                | ROUND 3 10 paródias concorrentes                     |
|            | Episódio 9                                                            | Episódio 10                                                       | Episódio 11                                                                     | Episódio 12                                          |
|            | As 5 paródias menos votadas no Winnin são avaliadas. 3 são eliminadas | As 5 paródias mais votadas no Winnin são avaliadas. 1 é imunizada | As 9 classificadas fazem uma paródia de "K.O.", da Pabllo Vittar. 1 é eliminada | Das 4 paródias mais votadas, 1 é escolhida vencedora |
| Convidados | Julio Cocielo e Felipe Castanhari                                     | Silvio Ceará e Compadre Washington                                | Pabllo Vittar e Dilsinho                                                        | Julio Cocielo e João Guilherme                       |
| ---------- | --------------------------------------------------------------------- | ----------------------------------------------------------------- | ------------------------------------------------------------------------------- | ---------------------------------------------------- |
|            | Safroa Religuida Loca                                                 | Math Reis Você Partiu Meu Coração                                 | Math Reis                                                                       | O Que Não Dizer                                      |
|            | Maicon Tudo Es Passivo (Despacito)                                    | Lukas Batista Bumbum Granada                                      | Safroa Religuida                                                                | Batom Atrevido(classificada pelo apresentador)       |
|            | Sem Noção Escova os Dentes (Malandramente)                            | Laizzando Loca                                                    | Maicon Tudo                                                                     | Dama e Rei                                           |
|            | Jéssica Houston Despacito                                             | Dama e Rei Paradinha                                              | Lukas Batista                                                                   | Math Reis                                            |
|            | Seketh Barbara Bicha Pague Meu Dinheiro (Bitch Better Have My Money)  | O Que Não Dizer Pão com Mortadela (Baile de Favela)               | Laizzando                                                                       | Laizzando                                            |
|            |                                                                       |                                                                   | Dama e Rei                                                                      | Lukas Batista                                        |
|            |                                                                       |                                                                   | O Que Não Dizer                                                                 | Maicon Tudo                                          |
|            |                                                                       |                                                                   | Batom Atrevido                                                                  | Safroa Religuida                                     |
|            |                                                                       |                                                                   | QMinutosQ                                                                       |                                                      |

| FINAL 4 paródia concorrentes | FINAL 4 paródia concorrentes                                                                  | FINAL 4 paródia concorrentes                                                   |
|                              | Episódio 13                                                                                   | Episódio 14                                                                    |
|                              | As 4 finalistas fizeram uma paródia de "Paradinha", da Anitta e são avaliados pelos padrinhos | Finalistas se encontram com os artistas parodiados no palco do Só Pra Parodiar |
| Convidados                   | Julio Cocielo, Dani Russo e T3ddy                                                             | Anitta, Ludmilla, Nego do Borel e Pabllo Vittar                                |
| ---------------------------- | --------------------------------------------------------------------------------------------- | ------------------------------------------------------------------------------ |
|                              | O Que Não Dizer Gemidinha                                                                     | O Que Não Dizer                                                                |
|                              | Batom Atrevido Atrasadinha                                                                    | Batom Atrevido                                                                 |
|                              | Beleza Que Inspira Maldita Espinha                                                            | Beleza Que Inspira                                                             |
|                              | The Borest Ressaquinha}}                                                                      | The Borest                                                                     |